# Zamach na Hansa Franka
Zamach na Hansa Franka – nieudany zamach na generalnego gubernatora Hansa Franka dokonany 29 stycznia 1944 w Szarowie (wówczas Grodkowice) na terenie Puszczy Niepołomickiej przez członków Kedywu z Okręgu Kraków Armii Krajowej, dowodzonych przez majora Stanisława Więckowskiego „Wąsatego” i porucznika Ryszarda Nuszkiewicza „Powolnego”  .

## Geneza
Okazją do zamachu na Franka była jego podróż pociągiem pospiesznym z Krakowa do Lwowa na uroczystości 4. rocznicy utworzenia Generalnego Gubernatorstwa i 11. rocznicy „zagarnięcia władzy” przez Adolfa Hitlera.

20 stycznia 1944 komendant Okręgu Kraków AK, pułkownik Józef Spychalski „Luty” rozkazał porucznikowi Ryszardowi Nuszkiewiczowi „Powolnemu” przygotowanie planu zasadzki i wysadzenia pociągu, którym Frank będzie jechać do Lwowa. Nuszkiewicz zaproponował dowódcy krakowskiego Kedywu doktorowi Stefanowi Tarnawskiemu „Jaremie”: 

...jako miejsce zasadzki rejon zalewu wodnego znajdującego się między drogą Cudów – Niepołomice a stacją kolejową Grodkowice [obecnie Szarów]. Niewielki zalew wodny przy torze kolejowym i las stanowiły istotny atut dla zasadzki ogniowo-ruchowej, natomiast tor kolejowy nie był ani lepszy, ani gorszy od każdego innego odcinka trasy.

Zaplanowano, że 5-osobowy patrol minerski spowoduje wykolejenie pociągu przy pomocy ładunku wybuchowego (sproszkowany trotyl), 25-osobowa grupa uderzeniowa składająca się z partyzantów oddziału „Błyskawica” i formującego się „Gromu” ostrzela wykolejony pociąg z broni maszynowej i obrzuci go granatami, a 6-osobowy patrol terenowy placówki Kedywu w Niepołomicach w celu zmylenia Niemców wykona działania pozorujące odskok grupy uderzeniowej na północ przez spuszczenie łodzi na Wiśle w porcie niepołomickim i kilka demonstracyjnych strzałów. Na miejsce zbiórki 29 stycznia 1944 dla grupy uderzeniowej i patrolu minerskiego wyznaczono zagajnik koło Cudowa, znajdujący się w odległości 1,5 kilometra od terenu zasadzki. Okazało się jednak, że wobec nieotrzymania odpowiedniej ilości uzbrojenia z Okręgu i zbyt późnego przybycia na miejsce zbiórki oddziałów partyzanckich (spowodowanego penetracją terenu przez patrole niemieckie) niemożliwe było zorganizowanie zasadzki, więc Więckowski zadecydował, że 9-osobowa grupa ograniczy się tylko do podłożenia ładunku wybuchowego i ucieczki.

## Zamach
W Krakowie Hans Frank wraz ze swoimi współpracownikami (między innymi SS-Obergruppenführerem Wilhelmem Koppe) o godzinie 22:45 wyruszyli z Dworca Głównego dwiema salonkami doczepionymi do pociągu pospiesznego, przy czym Frank wraz ze swoim adiutantem Pfaffenrothem oraz Gassnerem, Mohrem i Nicklem podróżował w salonce o numerze 1006, zaś Koppe, Gerteis, Fischer i Dazur w salonce o numerze 1001. Dodatkowo w trzecim wagonie osobowym jechało 25 uzbrojonych funkcjonariuszy z niemieckiej Komendy Policji Ochrony Kolei.

Ryszard Nuszkiewicz wspominał (pisownia oryginalna): 

[...] Kontemplacja jednak nie trwa zbyt długo. Około godz. 22.20 ubezpieczenie wschodnie melduje pociąg od strony Bochni. Przed naszymi oczyma przejeżdża czarne cielsko lokomotywy pchającej przed sobą wagon-lorę z piaskiem. Zdziwienie jednak wywołuje to, że parowóz jedzie prawym, nieprzepisowym torem, gdy na kolejach Ostbahnu obowiązywał ruch lewostronny. Nietrudno oczywiście było się domyślić, że jest to kontrola trasy, często stosowana przez Niemców na „bezpiecznych” liniach kolejowych GG. W ślad za nadjeżdżającą lokomotywą poszybowały myśli nasze do niedalekiego Krakowa, migocącego na horyzoncie swymi przyćmionymi światłami i pulsującego odgłosami nocnego już życia. O ile przyjemniej byłoby teraz siedzieć tam w domu, wśród znajomych i bliskich, w atmosferze ciepłego mieszkania, niż marznąć w zimową noc w ponurym lesie, narażać się, czekać na mniejszą – niż zamierzano – robotę, a potem, niestety, uciekać w dalszą konspirację.
Pogrążonych w takich rozmyślaniach, lecz czujnych na wszystko, podrywa około godziny 23.10 błysk latarki „Kruka” i zbliżający się turkot nadjeżdżającego od strony Krakowa pociągu. Drugi sygnał „Kruka” oznacza, że pociąg mija już jego stanowisko, a więc jest blisko swego przeznaczenia. Za chwilę nocną ciszę Niepołomickiej Puszczy przerywa głośne hasło „Spokojnego”. Naciśnięcie zapalarki przez „Marsa” i... z toru kolejowego bucha słup ognia, a grad kamieni i ziemi rozpryskuje się daleko po lesie.
Obserwując wybuch stwierdzam – z jednej strony nieco wczesne odpalenie, z drugiej strony – podziwiam orientację i refleks wytrawnego maszynisty, który z miejsca hamuje lokomotywę, zmniejszając wydatnie następstwa kraksy. Pociąg wyrzucony z szyn podskakuje po torowisku rwąc podkłady kolejowe i w zwalniającym biegu zatrzymuje się zgięty w harmonijkę na pobliskim wiadukcie.
Wśród ogólnej ciszy jakby zamarłego pociągu podrywamy się do odskoku. Gdy przebiegamy drogę pod wiaduktem na stronę południową linii kolejowej, skrzywiony i zaszokowany przestrachem pociąg odzywa się gęstą kanonadą karabinów maszynowych swej ochrony i dobrze uzbrojonych pasażerów. Błysk licznych rakiet świetlnych i strzelanina godna niejednej bitwy – łamie sen puszczy. Sceneria ta towarzyszy nam przez długie kilometry odskoku.

„Kedywowcy” podzieleni na trzy grupy uciekli bez strat własnych. Dodatkowo patrol pozorujący odskok za Wisłę spuścił dwie łodzie z portu w Pasterniku koło Niepołomic, oddał kilka demonstracyjnych strzałów karabinowych i wystrzelił rakiety już po drugiej stronie Wisły myląc Niemców. Frank, któremu nic się nie stało, wrócił po kilku godzinach do Krakowa innym składem. Do Lwowa poleciał wojskowym Junkersem Ju 52.

## Reakcja podziemia i Niemców
Organ prasy podziemnej Batalionów Chłopskich Przez Walkę do Zwycięstwa z 20 lutego 1944 napisał (pisownia oryginalna): 

Zamach na Gen. Gub. Franka na razie się nie udał. Jechał on do Lwowa pociągiem specjalnym w nocy z 29 na 30 stycznia r. b. Koło stacji Grodkowice (20 km od Krakowa) nastąpił silny wybuch. Parowóz i trzy najbliższe wagony stoczyły się z nasypu, 3 następne wyskoczyły z szyn. Frank tym razem ocalał, gdyż jechał w ostatnim wagonie. Taka jest odpowiedź na jego głupawe przechwałki o lojalnym stosunku większości społeczeństwa polskiego do władz okupacyjnych.

Partyzanci, nie chcąc obciążyć okolicznej polskiej ludności niemieckimi represjami, wykorzystali znalezione poprzedniego dnia w lesie ulotki w języku niemieckim, zrzucone w terenie przez radzieckie samoloty. Ulotki te rozrzucono na skraju puszczy od strony Niepołomic i na odczepionych w porcie łodziach, mając na celu zastraszenie Niemców pojawieniem się niedaleko Krakowa radzieckiej partyzantki (która dokonała właśnie wysadzenia pociągu). Niemcy nie dali się wprowadzić w błąd i w odwecie za zamach na Franka rozstrzelali w Podłężu i Dębicy 100 Polaków – więźniów z Montelupich.

## Syn o zamachu na ojca
Niklas Frank w swojej książce Mój ojciec Hans Frank napisał: 

[...] Akurat szedłeś od mahoniowego stołu w stronę mahoniowej sofy, kiedy dał się słyszeć huk, wagon odrobinę się zachybotał, do Twych mięsistych uszu dobiegł dziwny odgłos trących o szuter osi. Padłeś na kolana, zasłoniłeś się rękami, zwinąłeś się jak kundel czując podrzuty ciała na każdym kolejnym podkładzie. Chciałeś krzyczeć, ale przypomniałeś sobie o swoim stanowisku, ogarnął Cię strach, potem nastąpiło hamowanie i poleciałeś do przodu. Twoje tłuste policzki tarły o mahoniowy dywan. Sapałeś. Twoje ciało zostało wprawione w ruch, głową do przodu sunąłeś prosto w mahoniową ścianę, nagłe szarpnięcie odchyliło Ci głowę do tyłu, reszta masywnego ciała, dzięki 20 000 jaj, pozostała doskonale bezwładna, głowa przeginała Ci się coraz mocniej odsłaniając napiętą szyję, a wtedy ja zeskoczyłem z krzesła, wziąłem nóż i spokojnie, powoli poderżnąłem Ci gardło od ucha do ucha.